# Palythoa nelliae
Palythoa nelliae is een Zoanthideasoort uit de familie van de Sphenopidae. De wetenschappelijke naam van de soort is voor het eerst geldig gepubliceerd in 1935 door Pax.